# 고토바가리
고토바가리(일본어: 言葉狩り, ‘말 사냥’)는 일본에서 특정한 말의 사용을 금지하는 사회적 규제를 부정적으로 일컫는 말이다.
현대 일본 사회에서는 지배적인 이데올로기에 대립하는 이데올로기의 용어를 규제하거나 특정한 나라나 집단의 항의에 의해서 매스컴등이 방송 금지 용어를 지정해 자주 규제하는 풍조가 있다. 이를 필자 등이 따르지 않을 경우에는 출판사나 방송국등이 그 원고를 게재하거나 방송하지 않기도 하고, 출판 후에 소송이 일어나거나 하여 그 용어의 사용의 시비가 거론되기도 한다.
차별과 마찬가지로 어떤 낱말을 차별 용어로 간주하여 ‘사냥’할지의 여부도 주관적인 것이다. 이런 규제를 그 규제가 지나치다는 관점에서 부정적으로 고토바가리라고 부른다. 또한 차별을 감정적으로 지나치게 비판하는 행위를 비야냥거리는 말로도 쓰인다.
NHK에서 방송하는 한국어 강좌 프로그램에서는 한국어를 ‘한글(ハングル 한구루[*])’로 부르는데, 이는 언어의 이름을 대한민국에서는 ‘한국어(韓国語 간코쿠고[*])’, 조선민주주의인민공화국에서는 ‘조선어(朝鮮語 조센고[*])’로 부르기를 원하기 때문에 절충안으로 나온 표현이다. 비슷한 표현으로 ‘코리아어(コリア語 고리아고[*])’가 있다.

## 같이 보기
- 한국어 순화
- 정치적 올바름